# Lucille Ward
Lucille Ward (Dayton, 25 de fevereiro de 1880 — Dayton, 8 de agosto de 1952) foi uma atriz norte-americana da era do cinema mudo. Ward apareceu em 144 filmes entre 1915 e 1944.

## Filmografia selecionada
- My Fighting Gentleman (1917)
- Beauty and the Rogue (1920)
- Travelling Salesman (1921)
- The Girl in the Limousine (1924)
- Oh Doctor! (1925)
- A Woman of the World (1925)
- What a Man! (1930)
- The Public Enemy (1931)
- Sons of the Legion (1938)